# Mousqueton M/954

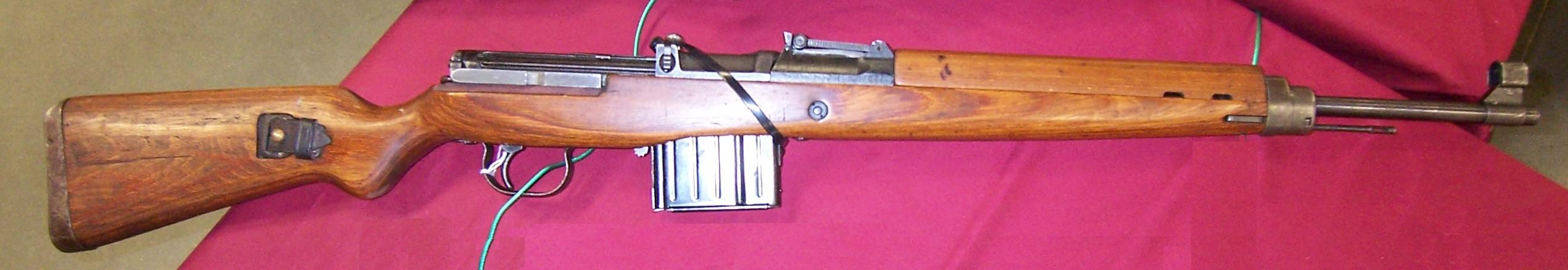
Le Modèle du M/954 : le G43 de la Wehrmacht.

L'armée de terre brésilienne utilisa une copie du  Walther G43 en calibre .30-06 US sous la forme du Itajubá M954 Mosquetão fabriqué par IMBEL à 300 exemplaires.

## Technique et différences avec le G43
- Comme le FSA allemand , le mousqueton brésilien fonctionne par emprunt de gaz mais il peut tirer des grenades à fusil aux normes NATO.
- Tous les deux ont une monture en bois mais les arsenaux brésiliens utilisèrent une essence exotique et non du lamellé collé pour le Walther K43 de fin de guerre.
- La munition du M/954 est le .30-06 commun aux Garand M1 en service dans l'armée de terre et au SAFN 1949 de la marine de guerre brésilienne.

## Le fusil Itajubá M954 Mosquetão  en chiffres
- Pays d'origine :  Brésil
- Période d'utilisation : 1954-1964
- Munition : 7,62 x 63 mm.
- Encombrement de l'arme vide : 1,1 m pour 4,2 kg
- Chargeur : 10 cartouches
- Cadence de tir : 30 coups par minute
- Portée pratique : environ 	500 m (800 m avec lunette)

## Sources
- Jean Huon, Encyclopédie de l'Armement mondial, 2e tome, Grancher, 2012.
- Collectif, L'Encyclopédie illustrée des fusils, fusils mitrailleurs et mitrailleuses, Terres éditions, 2013 (traduction française d'un livre anglais).